# کراسنایا زاریا (باشقیرستان)
کراسنایا زاریا (به لاتین: Krasnaya Zarya) یک منطقهٔ مسکونی در روسیه است که در باشقیرستان واقع شده‌است.